# Scaleby
Scaleby is een civil parish in het bestuurlijke gebied City of Carlisle, in het Engelse graafschap Cumbria. In 2001 telde het civil parish 349 inwoners. De parish omvat de gehuchten Barclose, Longpark, Stone Knowe en Scaleby Hill.